# Жовтень 2006
Жовтень 2006 — десятий місяць 2006 року, що розпочався у неділю 1 жовтня та закінчився у вівторок 31 жовтня.

## Події
- 1 жовтня — збірна України зайняла 6-те місце на Чемпіонаті світу з боротьби.
- 2 жовтня — Нобелівська премія з фізіології або медицини за 2006 рік присуджено Ендрю Фаєру та Крейгу Мелло.
- 3 жовтня — Нобелівська премія з фізики за 2006 рік присуджена Джону Матеру та Джорджу Смуту.
- 4 жовтня — Нобелівська премія з хімії за 2006 рік присуджена Роджеру Корнбергу.
- 7 жовтня — вбито журналістку Ганну Політковську.
- 17 жовтня — офіційно підтверджено отримання 118-го хімічного елемента.
- 21 жовтня — збірна України зайняла 5-те місце на Чемпіонаті світу зі спортивної гімнастики.
- 22 жовтня — німецький автогонщик Міхаель Шумахер завершив професійну кар'єру.